# Badminton-Europameisterschaft 1970
Die 2. Badminton-Europameisterschaft fand in Port Talbot (Wales) vom 17. April bis zum 19. April 1970 statt und wurde von der European Badminton Union und dem Walisischen Badminton-Verband ausgerichtet.

## Medaillengewinner
| Disziplin    | Gold                           | Silber                           | Bronze                        |
| ------------ | ------------------------------ | -------------------------------- | ----------------------------- |
| Herreneinzel | Sture Johnsson                 | Elo Hansen                       | Paul Whetnall                 |
| Herreneinzel | Sture Johnsson                 | Elo Hansen                       | Wolfgang Bochow               |
| Dameneinzel  | Eva Twedberg                   | Imre Nielsen                     | Lizbeth von Barnekow          |
| Dameneinzel  | Eva Twedberg                   | Imre Nielsen                     | Margaret Boxall               |
| Herrendoppel | Elo Hansen Per Walsøe          | Erland Kops Henning Borch        | Siegfried Betz Roland Maywald |
| Herrendoppel | Elo Hansen Per Walsøe          | Erland Kops Henning Borch        | David Eddy Roger Powell       |
| Damendoppel  | Margaret Boxall Susan Whetnall | Irmgard Latz Marieluise Wackerow | Karin Jørgensen Anne Berglund |
| Damendoppel  | Margaret Boxall Susan Whetnall | Irmgard Latz Marieluise Wackerow | Gillian Perrin Margaret Beck  |
| Mixed        | David Eddy Susan Whetnall      | Derek Talbot Gillian Perrin      | Per Walsøe Anne Berglund      |
| Mixed        | David Eddy Susan Whetnall      | Derek Talbot Gillian Perrin      | Wolfgang Bochow Irmgard Latz  |

## Halbfinalergebnisse
| Disziplin    | Sieger                           | Finalist                      | Ergebnis           |
| ------------ | -------------------------------- | ----------------------------- | ------------------ |
| Herreneinzel | Sture Johnsson                   | Wolfgang Bochow               | 15–3, 14–15, 15–10 |
| Herreneinzel | Elo Hansen                       | Paul Whetnall                 | 15–9, 15–2         |
| Dameneinzel  | Imre Rietveld Nielsen            | Margaret Boxall               | 11–9, 7–11, 11–3   |
| Dameneinzel  | Eva Twedberg                     | Lizbeth von Barnekow          | 11–6, 11–4         |
| Herrendoppel | Erland Kops Henning Borch        | David Eddy Roger Powell       | 15–8, 15–5         |
| Herrendoppel | Elo Hansen Per Walsøe            | Siegfried Betz Roland Maywald | 6–15, 15–7, 17–14  |
| Damendoppel  | Irmgard Latz Marieluise Wackerow | Margaret Beck Gillian Perrin  | 15–13, 9–15, 15–3  |
| Damendoppel  | Margaret Boxall Susan Whetnall   | Anne Berglund Karin Jørgensen |                    |
| Mixed        | Derek Talbot Gillian Perrin      | Per Walsøe Anne Berglund      | 14–18, 15–11, 15–7 |
| Mixed        | David Eddy Susan Whetnall        | Wolfgang Bochow Irmgard Latz  | 15–10, 15–8        |

## Finalergebnisse
| Disziplin    | Sieger                         | Finalist                         | Ergebnis               |
| ------------ | ------------------------------ | -------------------------------- | ---------------------- |
| Herreneinzel | Sture Johnsson                 | Elo Hansen                       | 15–5, 15–6             |
| Dameneinzel  | Eva Twedberg                   | Imre Rietveld Nielsen            | 11–8, 10–12, 12–10     |
| Herrendoppel | Elo Hansen Per Walsøe          | Erland Kops Henning Borch        | 15–9, 2–15, 15–10      |
| Damendoppel  | Margaret Boxall Susan Whetnall | Irmgard Latz Marieluise Wackerow | 2–3, Wackerow verletzt |
| Mixed        | David Eddy Susan Whetnall      | Derek Talbot Gillian Perrin      | 17–16, 17–16           |

## Medaillenspiegel
| Pos. | Land           | Gold | Silber | Bronze | Total |
| ---- | -------------- | ---- | ------ | ------ | ----- |
| 1    | England        | 2    | 1      | 4      | 7     |
| 2    | Schweden       | 2    | 0      | 0      | 2     |
| 3    | Dänemark       | 1    | 3      | 3      | 7     |
| 4    | BR Deutschland | 0    | 1      | 3      | 4     |